# Hălchiu, Brașov
Hălchiu, mai demult Heltie, Heltia (în dialectul săsesc Hältsdref, Haljtsdref sau Hälzdref, în germană Heldsdorf, Heldesdorf, Heltesdorf, maghiară Höltövény, Heltevény) este satul de reședință al comunei cu același nume din județul Brașov, Transilvania, România. Face parte din regiunea istorică Țara Bârsei (germană Burzenland).
Se află la 16 km de Brașov, 11 km de Codlea și 8 km de Feldioara, iar distanța dintre satul Hălchiu și Satu Nou este de 2 km. 

## Istoric
Tradiția plasează începuturile așezării undeva între alungarea Cavalerilor teutoni din zonă, în 1225, și marea invazie a tătarilor din 1241. Atunci, cavalerul Fulkun („Haldeboatski” în documente) împreună cu 10 familii s-au așezat pe aceste locuri și au primit cetatea Hălchiului de la regele Andrei al II-lea al Ungariei ca s-o apere. În timpul năvălirii tătare, cavalerul Fulkun moare. Nelăsând urmași, întreaga sa avere și „terra Zek” revine înapoi regelui. 
Prima mențiune documentară a satului datează din 1377, când Brașovului și Țării Bârsei le sunt oferite privilegii regale. În perioada următoare, între Hălchiu și Feldioara sunt duse o serie de dispute teritoriale.
În 1421, în urma unei devastatoare invazii turcești, Hălchiul este scutit de impozit de către rege, pe 10 ani. Comuna suferă de alte pustiiri turcești în 1432 și în 1438.

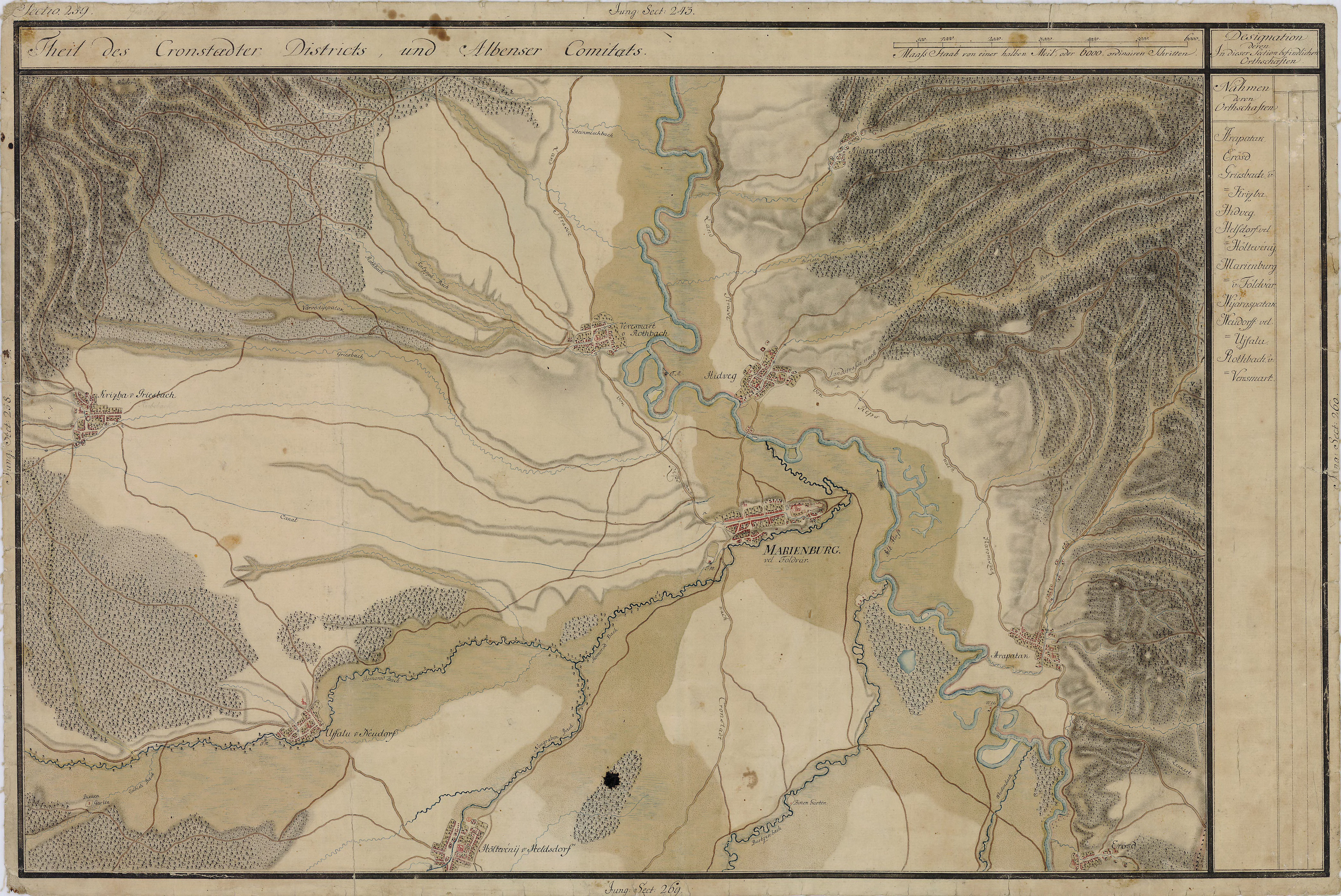
Hălchiu în Harta Iosefină a Transilvaniei, 1769-1773

Din perioada 1522-1526 datează altarul în stil gotic târziu al bisericii din sat. Lista cu plătitorii de impozite din 1526 arată că 80 de case plăteau impozitul întreg, iar 23 doar jumătate. 10 case erau nelocuite, iar câteva erau scutite de dări. Ca număr de locuitori, Hălchiul se situa pe locul al nouălea în Țara Bârsei, iar ca aport economic contribuia cu 5% din total. Pe 24 septembrie 1536 Hălchiul a fost amendat cu 20 florini pentru uciderea unor români („volachii”). Este prima mențiune documentară a unor români în această localitate. În 1542 Hălchiul s-a numărat printre primele așezări din Țara Bârsei care trece la credința evanghelică. Primul pastor evanghelic din Hălchiu a fost Valentinus Wingolf (Weingelt).
Pe 20 octombrie 1599 Mihai Viteazul intră în Hălchiu cu o armată de 25.000 oameni, incendiază așezarea și atacă cetatea în care se refugiaseră locuitorii, de șase ori fără succes. După o lună se reîntoarce fulgerător și cucerește cetatea după primul atac. După un an localitatea a fost arsă din nou de trupele lui Mihai Viteazul. În perioada următoare (1603-1604) foametea stăpânește așezarea, mulți hrănindu-se cu rădăcini și cadavre și, în lipsa animalelor, înjugându-se câte opt oameni la plug.
Între 1611 și 1613 Hălchiul face parte din zona independentă, stăpânită de judele brașovean Michael Weiss. Multele lupte și jafurile secuilor au pricinuit mari pagube așezării. Două incendii, în 1664 și 1688, distrug așezarea din temelii, fiind urmate de alte două incendieri, în 1691 și în 1694.
Între 1704 și 1711 Hălchiul este prins în mijlocul războiului curuților. Au loc jafuri, bătălii și răpiri. Ciuma din 1718-1719 a făcut 576 victime, întorcându-se ulterior în anii 1737 și 1786. În 1787 în sat este construit un spital de boli venerice, iar în 1791 biserica ortodoxă, cu ajutorul donațiilor importante din partea „grecilor” (probabil aromâni) Hagi Șandru cu soția Paraschiva și Constantin Steriu. În același timp își începe activtatea și școala românească din Hălchiu.
Un puternic cutremur produs pe 28 octombrie 1802 cauzează prăbușirea navei centrale a bisericii, turnul și corul cu altarul rămânând însă în picioare. În 1817 organistul Michael Roth incendiază așezarea, fiind distruse circa 270 de gospodării.
În timpul revoluției de la 1848-1849 cetățenii între 16 și 50 de ani ai Hălchiului au fost obligați să intre în garda națională. Au existat ciocniri armate cu secuii, așezarea suferind o serie de jafuri. Din această perioadă datează și steagul așezării. În 1849 a fost construită noua primărie.
1859 a adus un nou incendiu Hălchiului, fiind distruse 178 de clădiri.
Între 1880 și 1885 au fost pavate cu piatră principalele drumuri. În 1885 a fost înființat oficiul poștal local, iar în 1893 s-a deschis prima farmacie.
În 1908 o companie a montat un generator de tensiune lângă biserică. Până la Crăciunul anului 1909 au fost instalate primele lămpi stradale. În același an a fost construită și baia publică.
În 1911, Johann Götz a achiziționat primul aparat de sudură a metalelor din sud-estul Transilvaniei.
Între 1914 și 1918 se desfășoară Primul Război Mondial. Din Hălchiu au fost înrolați aproximativ 500 de oameni. În cursul ofensivei românești din august-octombrie 1916 și-au pierdut viața 12 români și 73 de sași.
Din 1926 este asigurată o legătură permanentă cu Brașovul, printr-o linie de autobuze.
În 1931 a fost ținut în Hălchiu un curs de agricultură, în limba germană, curs la care au participat profesorii universitari E. Romans, Fingerling din Leipzig și Münsinger din Stuttgart
Între 1939 și 1945, în timpul celui de-Al Doilea Război Mondial, au fost înrolați peste 600 de oameni din Hălchiu. Numărul victimelor a fost de peste 230. În timpul săptămânilor ce au urmat evenimentului din 23 august 1944 sătenii au ascuns în casele lor peste 100 de soldați germani. Ultimul a plecat către Germania în 1946.
Pe 14 ianuarie 1945 306 femei și bărbați din sat au fost deportați în Uniunea Sovietică. Dintre aceștia au murit 47.
A urmat o masivă colonizare cu români din zonele Argeș și Bran.

## Stemă
Pe un scut albastru se află cavalerul Fulkun, în haine roșii. În mâna stângă ține globul crucifer, iar în dreapta un sceptru/buzdugan.

## Monumente
- Biserica fortificată din Hălchiu
- Biserica Sfinții Arhangheli din Hălchiu

## Galerie imagini

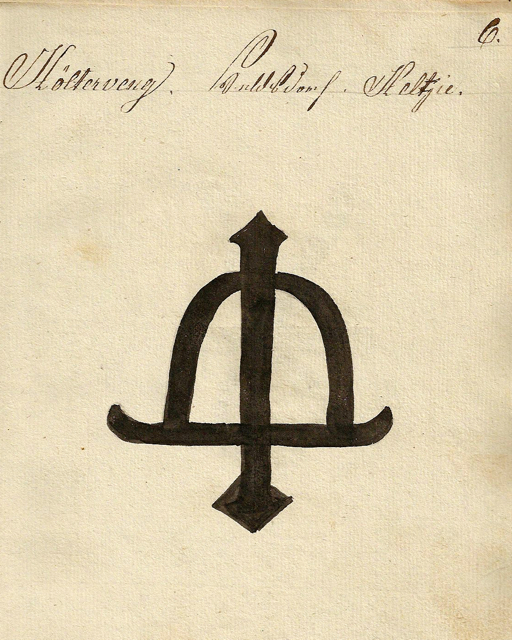
1826 - Danga pentru vitele din Hălchiu
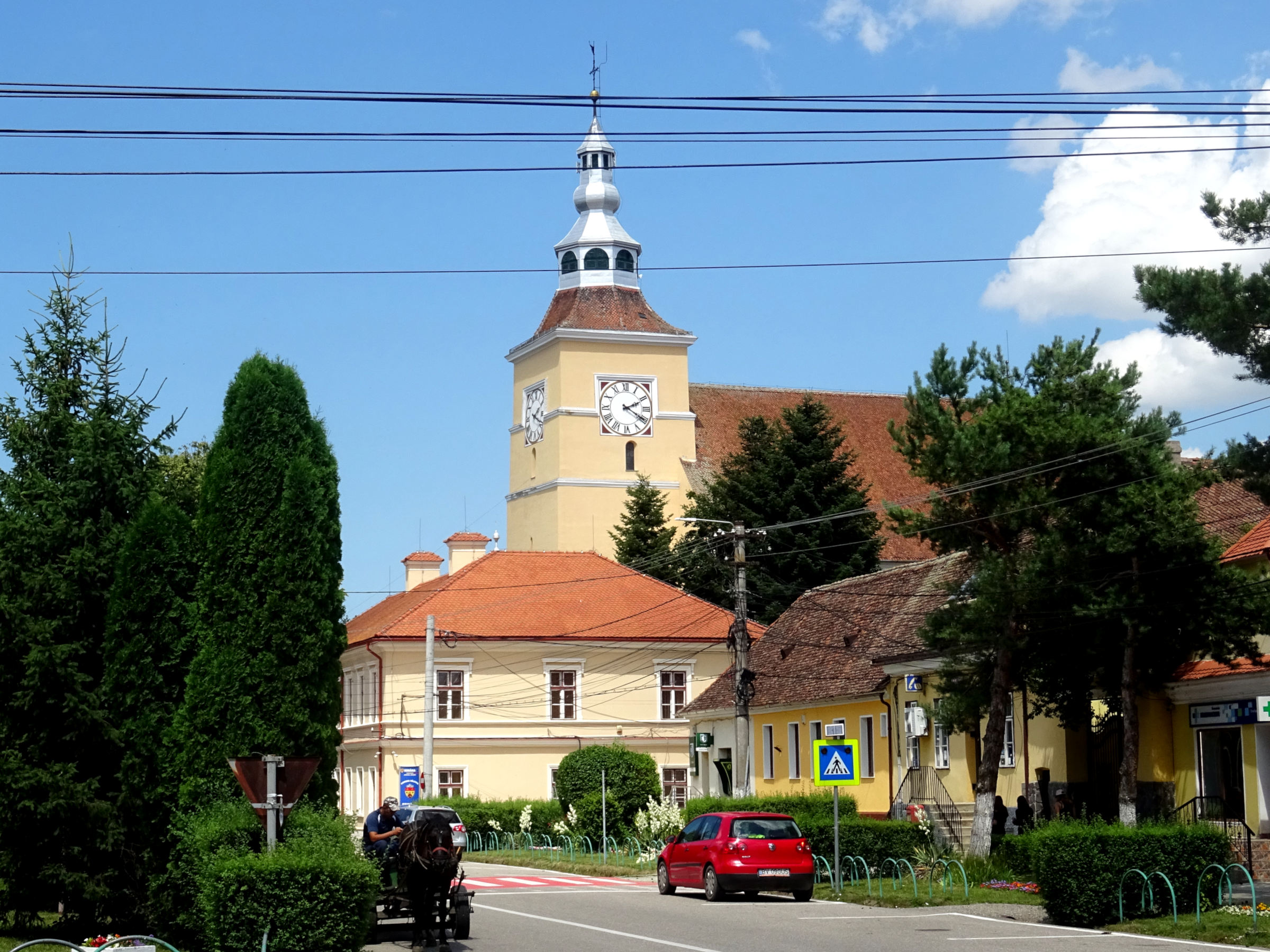
Centrul satului cu biserica evanghelică și Primăria (monumente istorice)
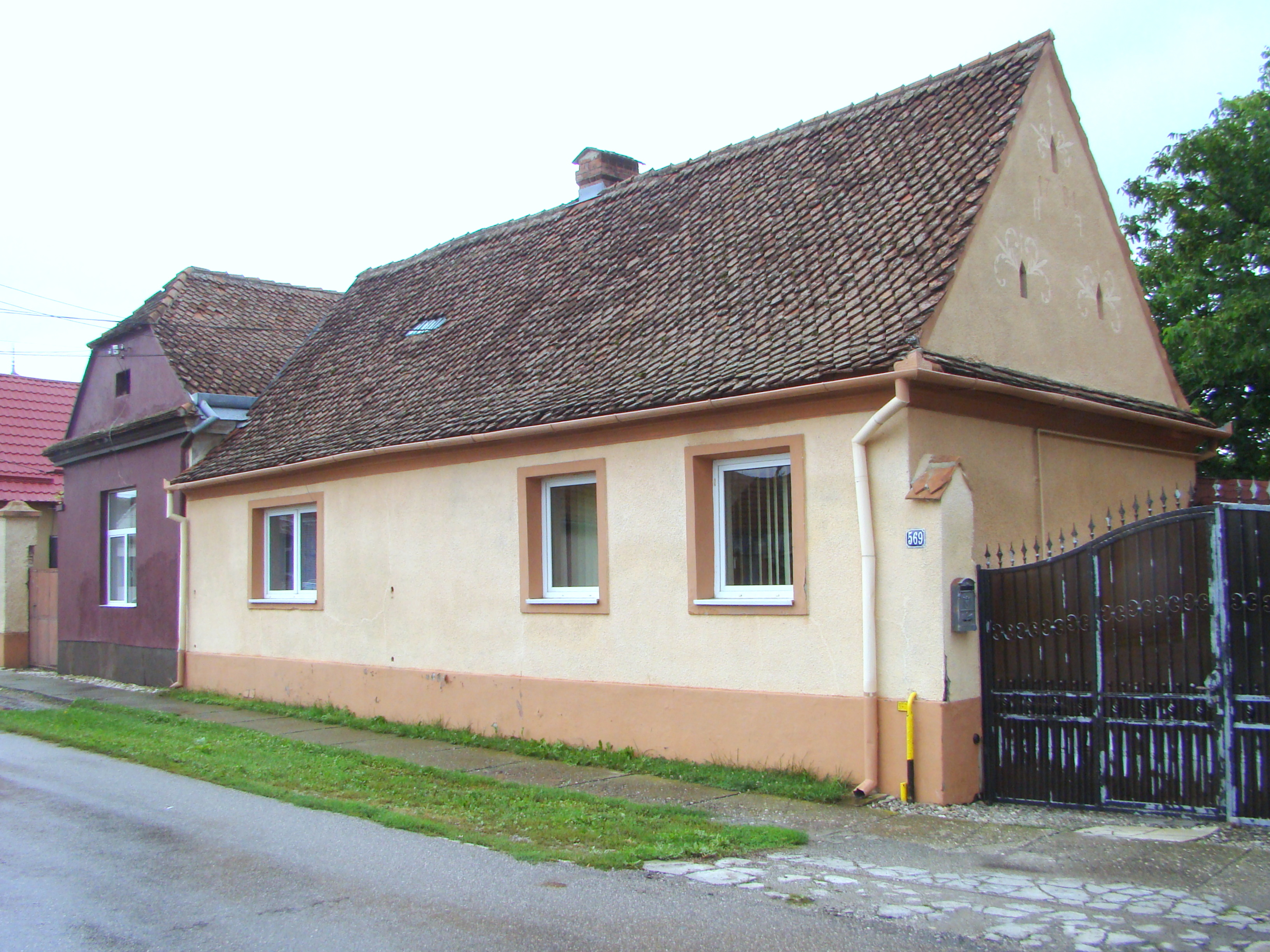
Casă, str. Laterală 569 (monument istoric)
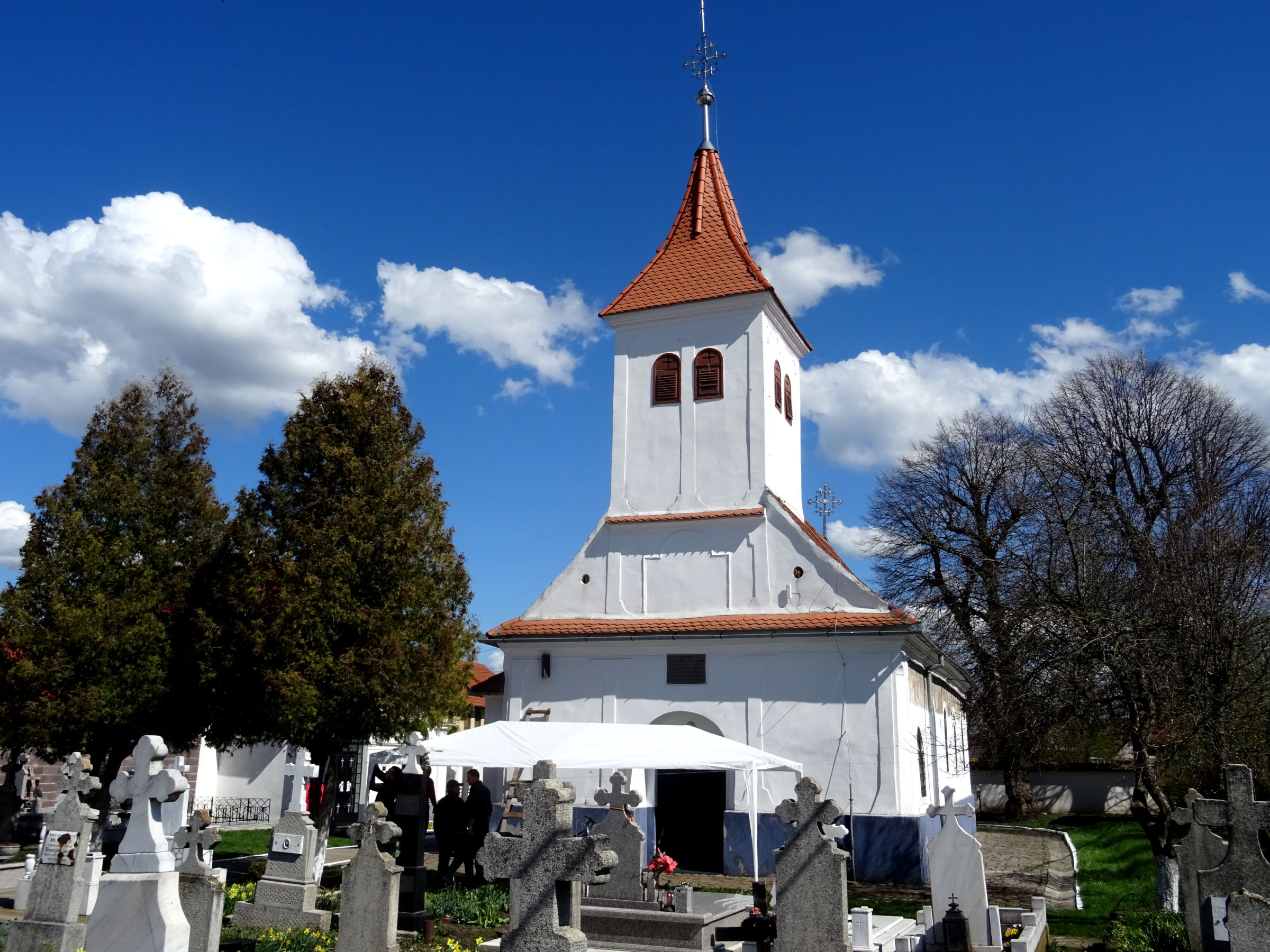
Biserica „Sfinții Arhangheli” (monument istoric)
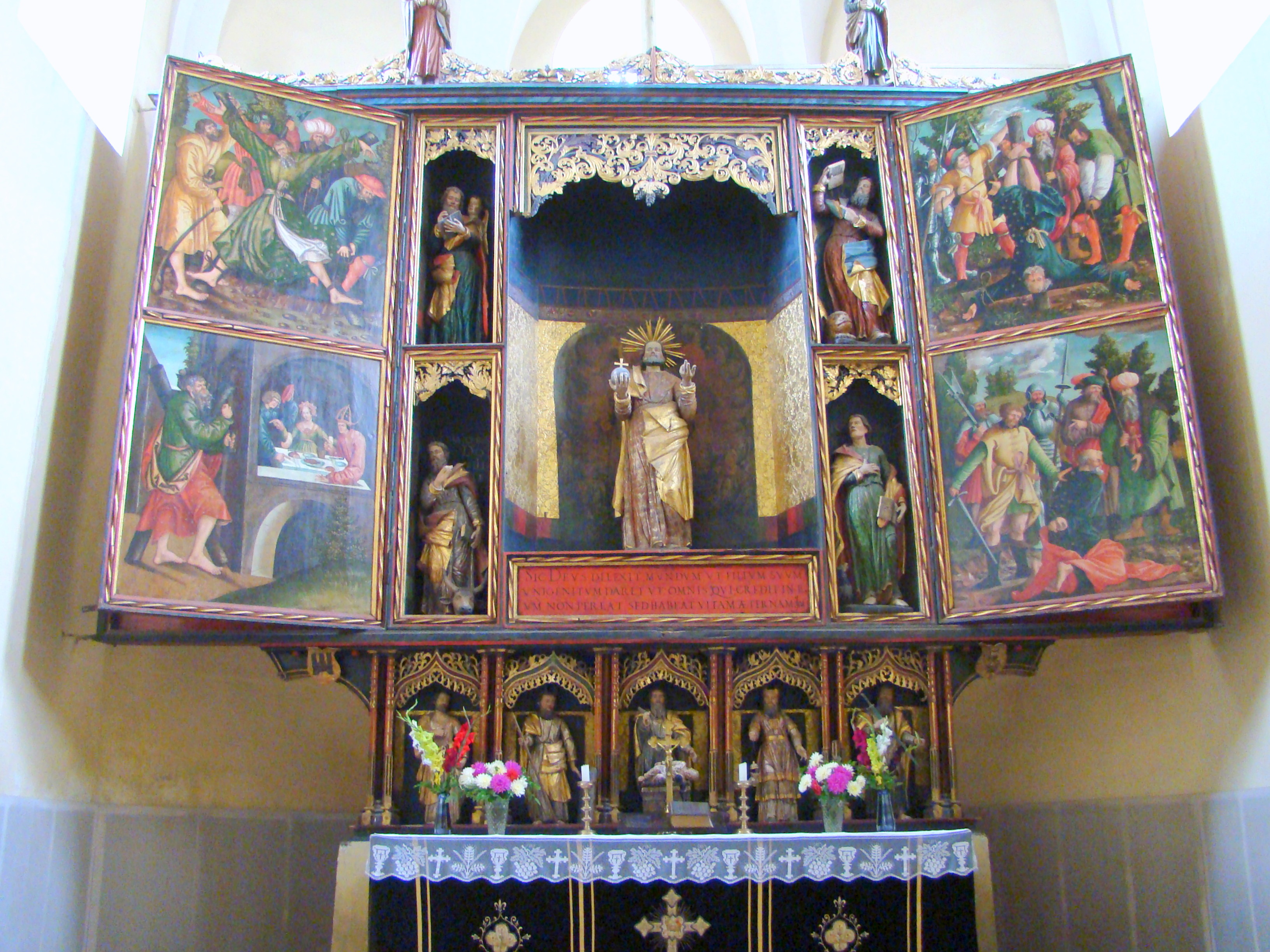
Altarul bisericii evanghelice
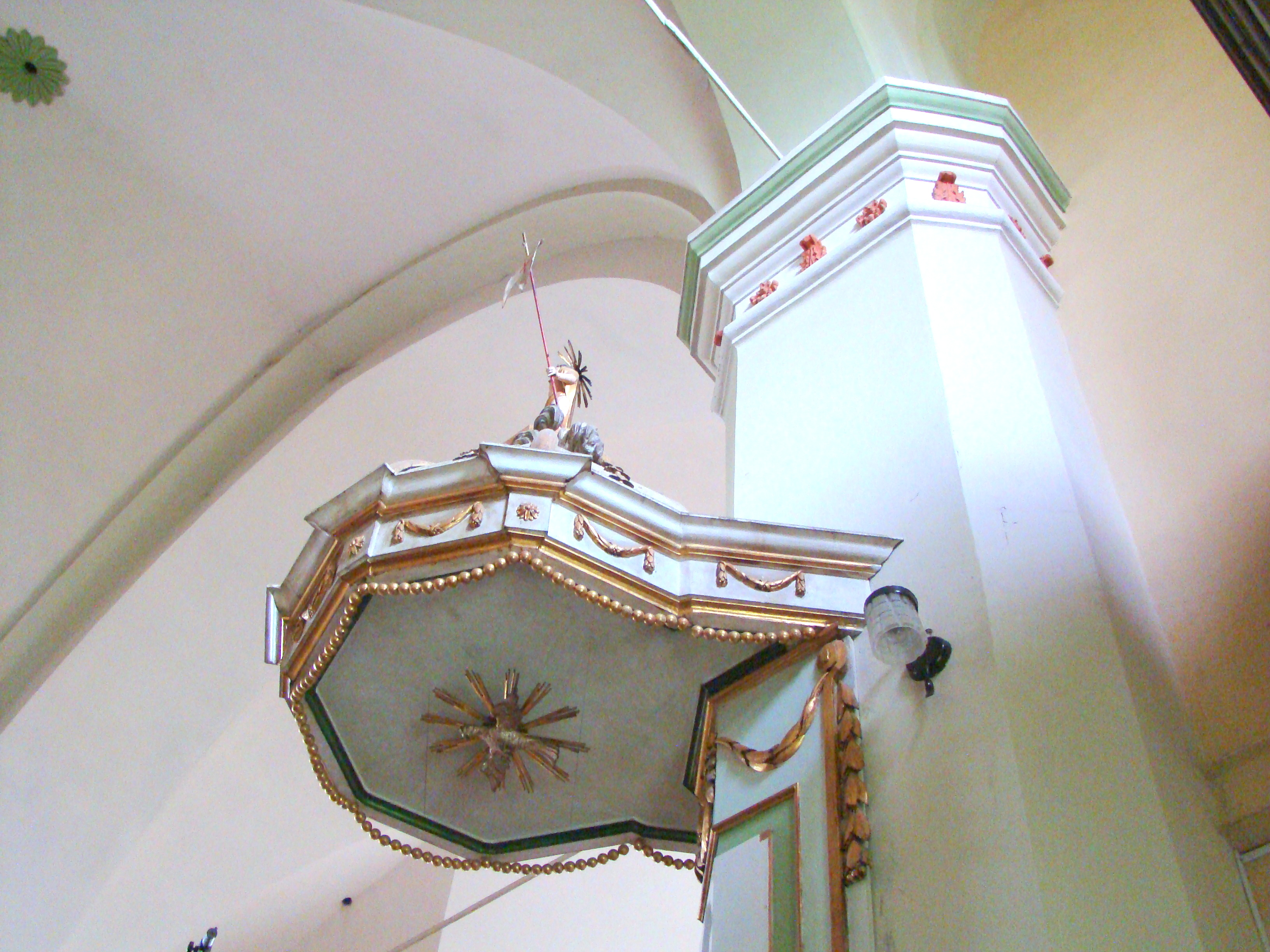
Coronamentul amvonului
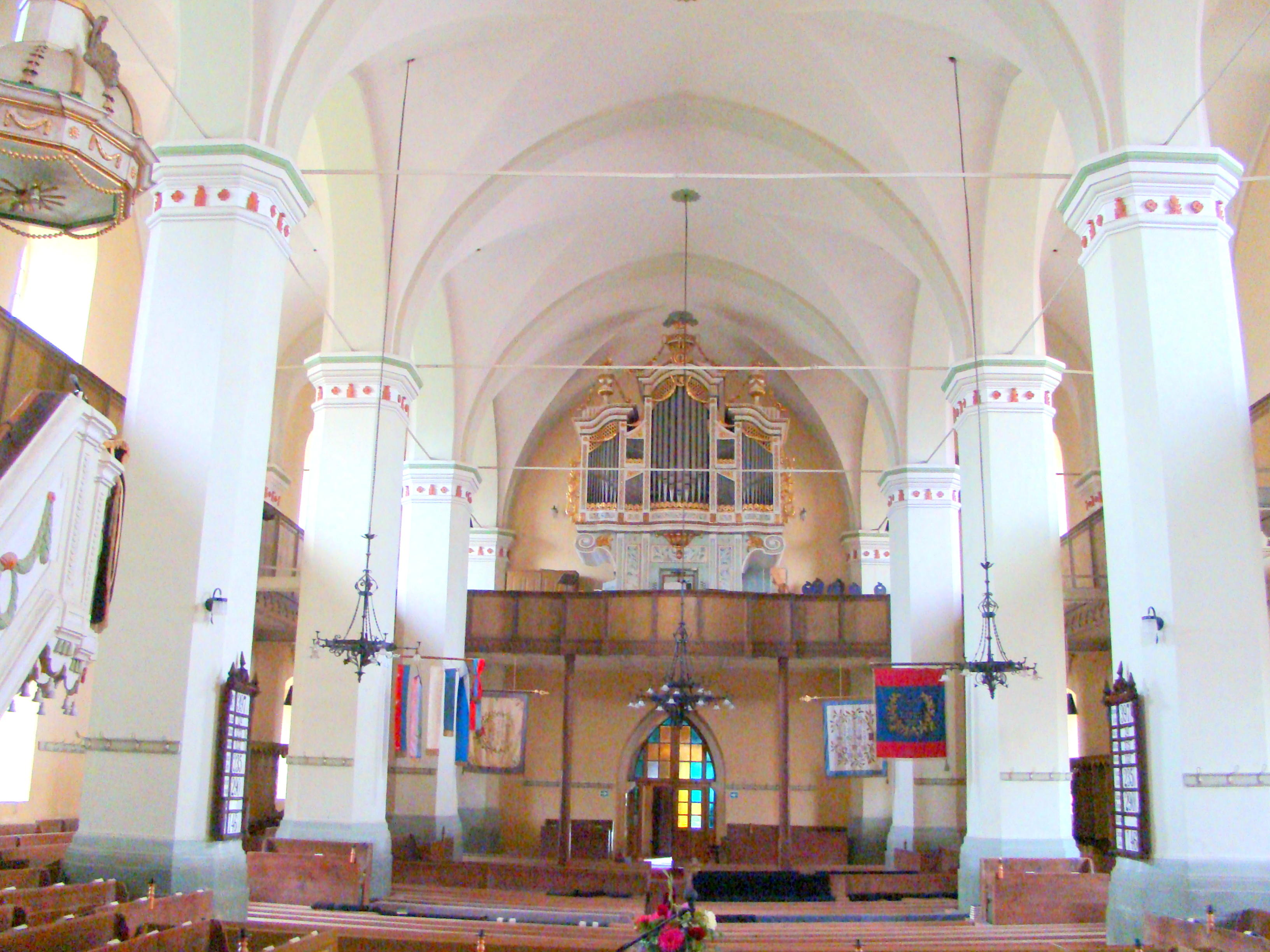
Interiorul bisericii-sală
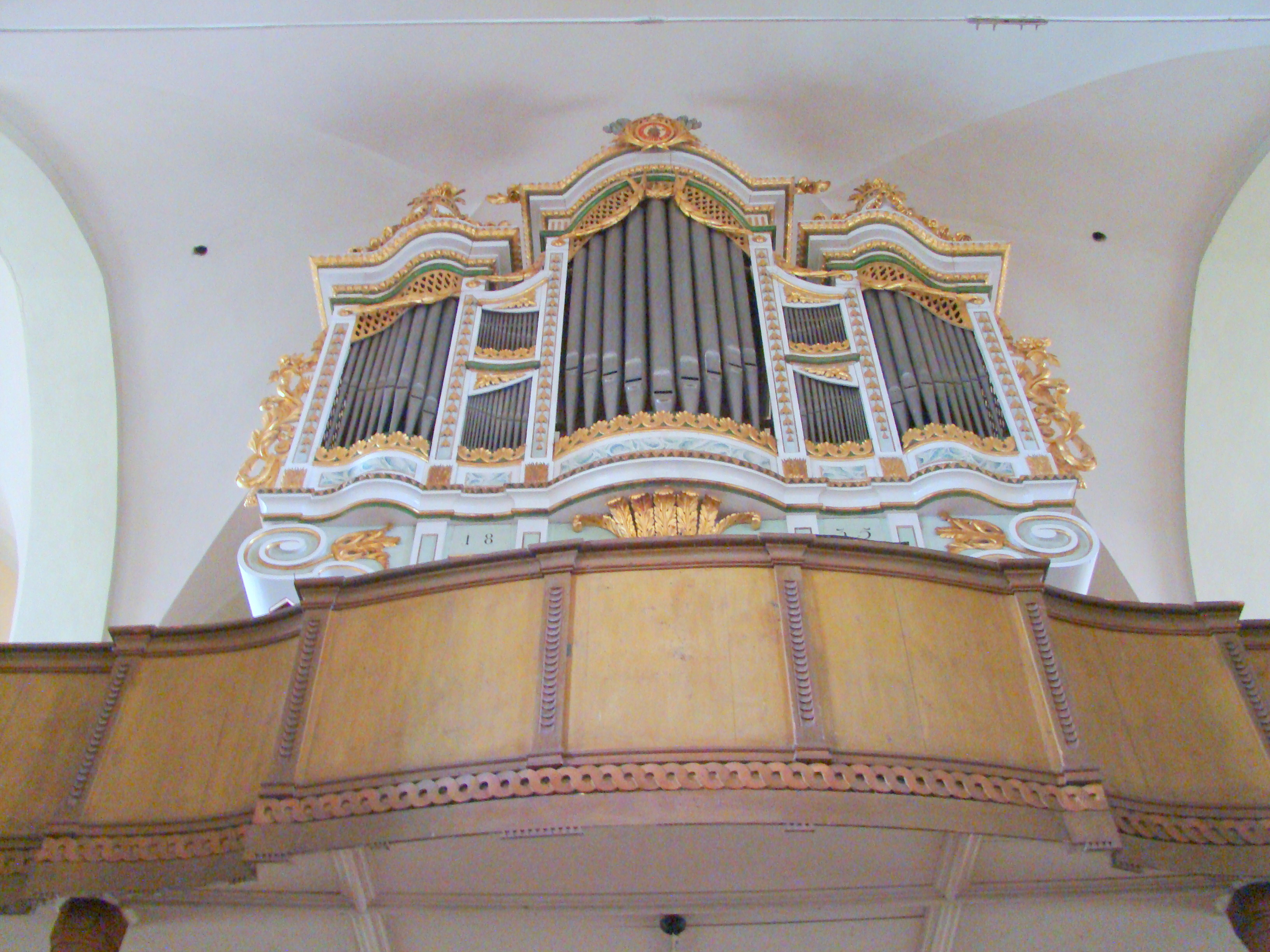
Orga bisericii a fost construită de Johann Thois în anul 1808
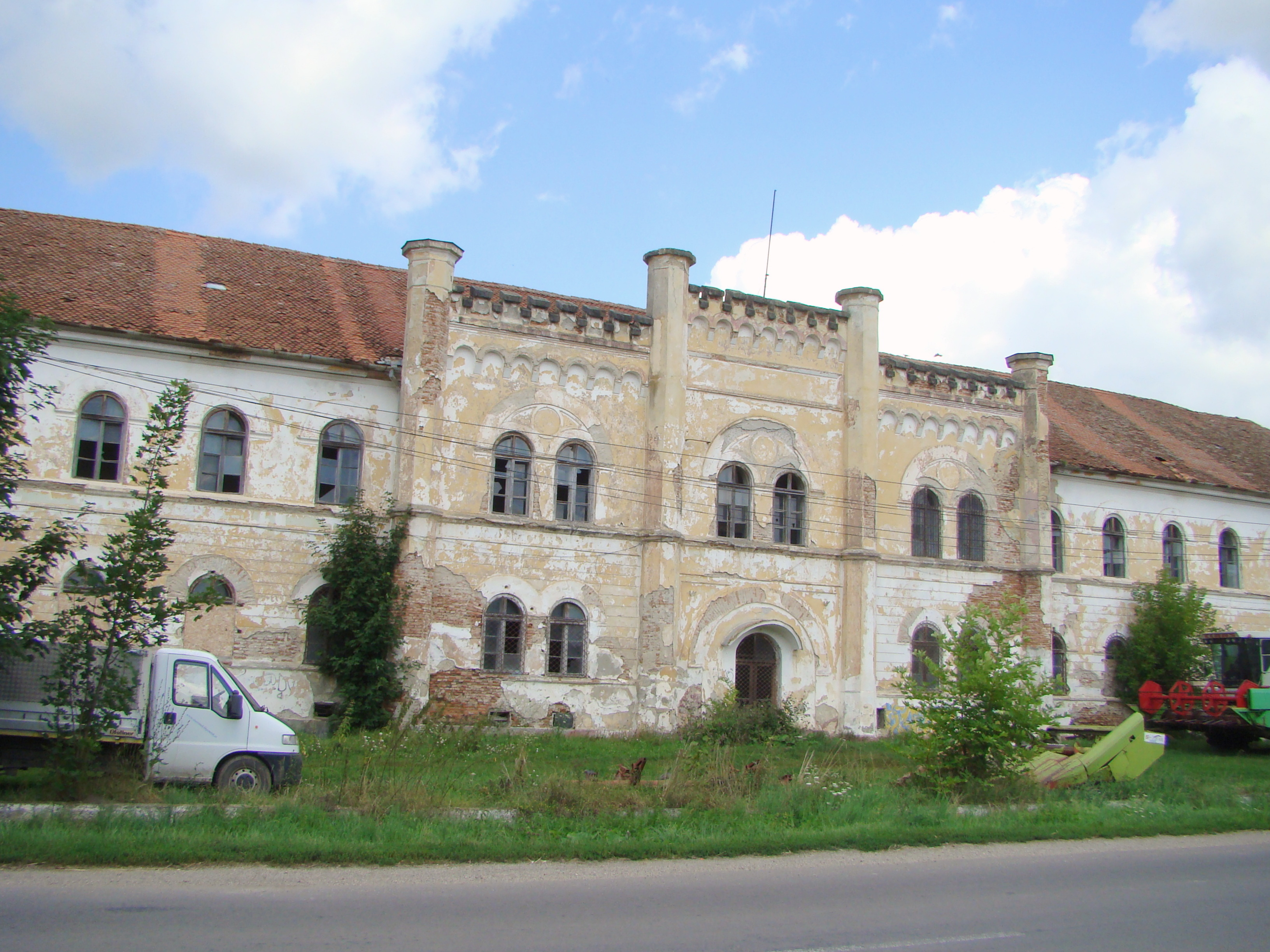
Fosta Cazarmă de Cavalerie, str. Noului nr. 196-197, construită în 1864
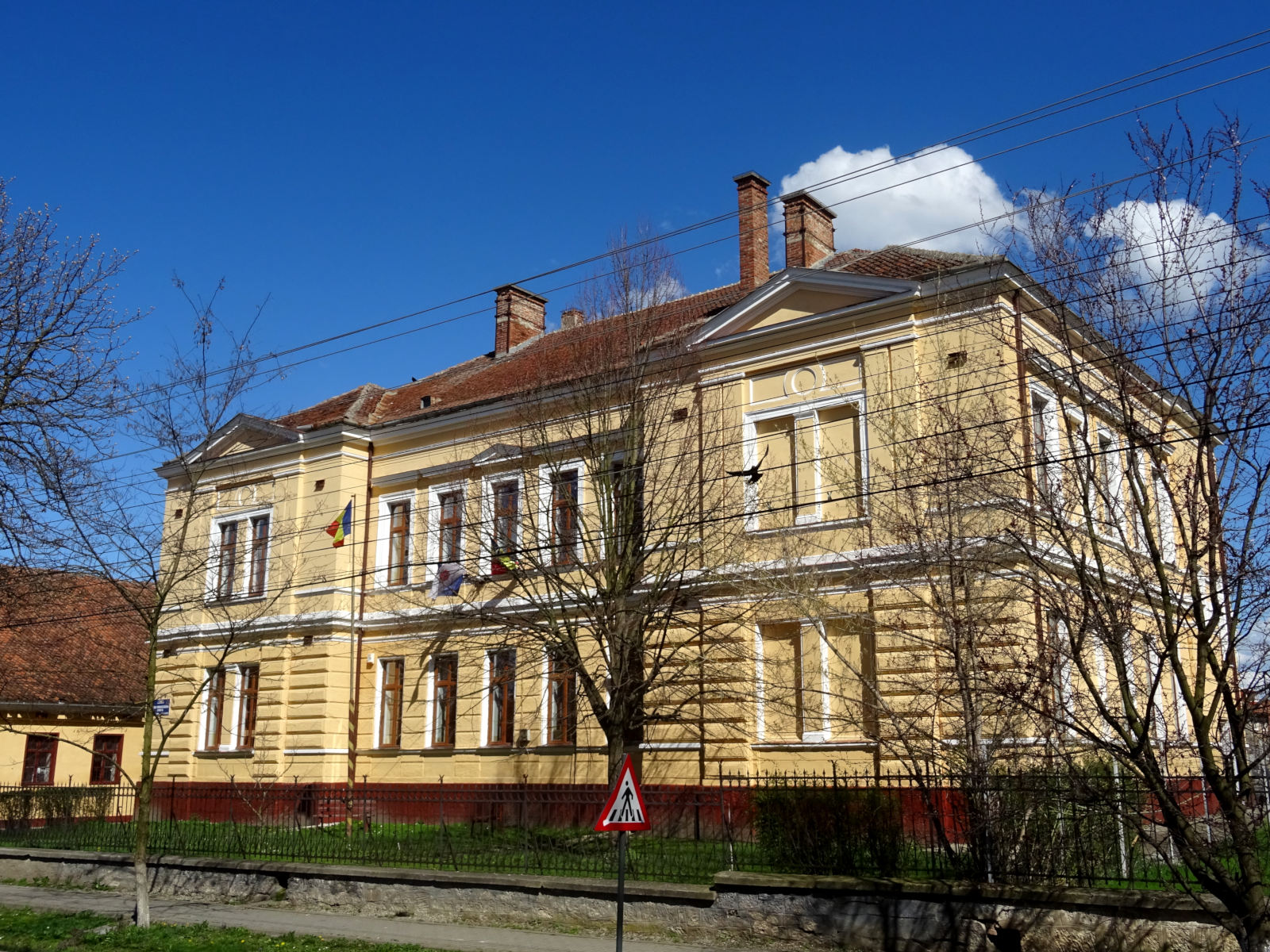
Școala veche
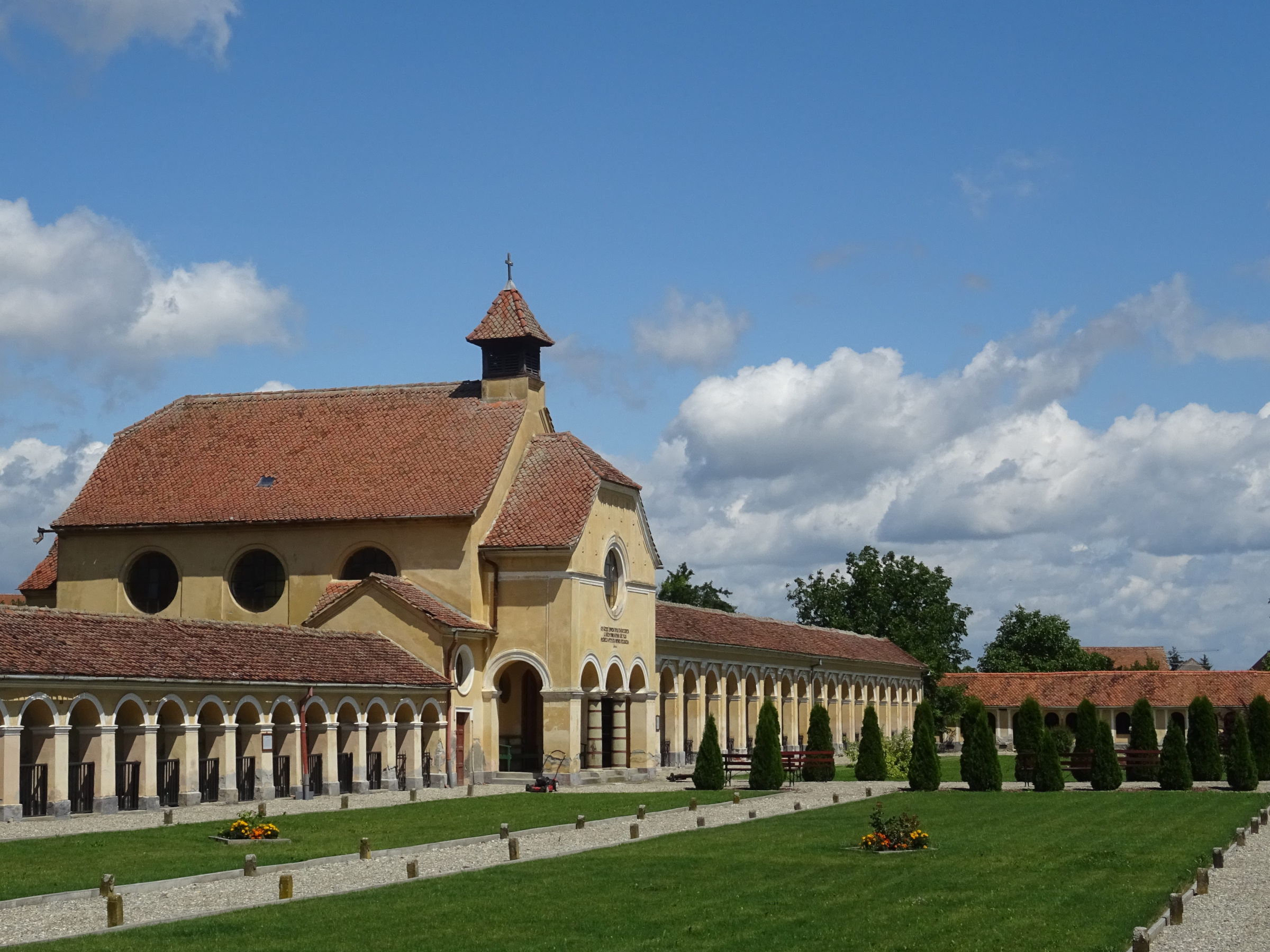
Cimitirul evanghelic